# Învățarea în cadrul rețelelor
CONCEPTUL „ÎNVĂȚAREA ÎN CADRUL REȚELELOR”
Perfecționarea joacă pentru întreprinderile mici și mijlocii (IMM-uri) un rol decisiv în planul reușitei economice a acestora. Această înțelegere extrem de răspândită asupra lucrurilor se află, nu numai în România, ci și în Germania, într-o discordanță majoră cu măsurile de perfecționare desfășurate în mod real, îndeosebi în firmele mici. Cauza trebuie căutată, în cele mai multe dintre cazuri, nu atât în bunăvoința sau în lipsa unei perspective mai ample, cât mai ales în deficiențele condiționate de dimensiuni în ceea ce privește capacitățile și competențele.
Abordarea dezvoltată de către GAB München (Asociație de Cercetare și Dezvoltare în domeniul Formării Profesionale și al Ocupării) privind modalitățile de instruire în cadrul rețelelor, cu accent principal pe procesul de învățare în raport cu propriile dificultăți, s-a dovedit potrivită și benefică în cadrul mai multor proiecte din Germania, precum și în cadrul proiectului NETIMM, reprezentând un instrument adecvat de stimulare a proceselor de învățare, bazate pe practică, în cadrul IMM-urilor.
Semnificația economică a IMM-urilor
Întreprinderile mici și mijlocii (IMM-urile) prezintă în toate statele europene de o semnificație majoră pentru dezvoltarea și stabilitatea economiilor naționale . Ele contribuie la stimularea concurenței, precum și la crearea unei structuri economice echilibrate la nivel regional. IMM-urile pot reacționa adesea mai bine și mai rapid la modificările economice, contribuind astfel în mod esențial la capacitatea inovativă a economiei. Ele joacă în multe regiuni un rol-cheie, de suport, ca principali angajatori, precum și în ceea ce privește sprijinirea tinerilor în procesul de încadrare pe piața muncii, fiind adesea motoarele principale în procesul de creare de noi locuri de muncă. IMM-urile beneficiază de cele mai multe ori de o legătură strânsă a angajaților cu mediul operațional, conformându-se astfel și unei meniri socio-politice. 
Această semnificație majoră în planul economiilor naționale le revine IMM-urilor, nu în ultimul rând datorită unei serii întregi de competențe, aflate în strânsă legătură cu structura lor mică sau mijlocie. Mulțumită dimensiunii lor organizaționale reduse, IMM-urile prezintă un grad sporit de flexibilitate, precum și capacitatea de a oferi variații. În raport cu modificările pieței (cum ar fi dorințele în schimbare ale clienților sau noile tehnologii) ele posedă o capacitate specială de adaptare, deoarece prezintă un grad redus de birocratizare, dispun de căi de informare mai eficiente, iar multe dintre drepturile din planul proceselor decizionale se concentrează în mâna unui grup mic de persoane. IMM-urile au adesea un contact mult mai direct cu clienții lor, putând astfel reacționa flexibil la dorințele acestora. Ele au posibilitatea de a avea performanțe în mod individualizat și la standarde calitative ridicate, putându-se astfel delimita în mod clar de soluțiile standard. 
Succesul IMM-urilor se află adesea într-un strâns raport cu personalitatea administratorului (directorului) firmei. De acesta depinde în mod hotărâtor dacă avantajele de care se poate bucura un IMM sunt valorificate în mod real. Căci, în afara competențelor, particularitățile structurale ale IMM-urilor presupune și o serie întreagă de provocări: Ele nu pot valorifica avantajele economice ale producției de masă decât într-o mică măsură, au o influență minoră asupra pieței de achiziții și dispun adesea de canale de desfacere mai puțin proeminente. De multe ori ele nu pot garanta cantități mari de livrări, confruntându-se de regulă și cu anumite restricții în ceea ce privește lichiditățile, astfel că în cazul unor comenzi mai mari nu pot onora livrările anticipate. 
Pe fundalul acestor provocări, deficiențele în ceea ce privește resursele, timpul, expertiza, forța de negociere și competențele reprezintă adesea cel mai mare obstacol în dezvoltarea IMM-urilor. În timp de firmele mari operează (exploatează) propriile departamente strategice, de OE (echipamente de birou), de HR (resurse umane) sau de R&D (cercetare și dezvoltare), în cazul IMM-urilor aceste sarcini se concentrează adesea în mâna întreprinzătorului însuși, respectiv a unui mic grup de management. Firește, aceștia sunt exploatați la maxim, li se alocă multe responsabilități cotidiene, ceea ce conduce la faptul că (îndeosebi în perioadele de presiune economică și de provocări majore în plan concurențial) pe termen mai lung perspectivele esențiale sunt neglijate în favoarea celor pe termen scurt, iar problemele importante, dar care nu sunt presante, nu sunt abordate. În acest mod sarcinile privind dezvoltarea organizațională stagnează, ceea ce pe termen mediu poate periclita succesul firmei.  
Pentru a preîntâmpina asemenea provocări, firmele mici și mijlocii trebuie să caute soluții care să le permită să compenseze dezavantajele menționate, fără a-și pierde concomitent atuurile. Dincolo de acestea, soluțiile identificate ar trebui să permită IMM-urilor să poată dezvolta o strategie pe termen mai lung pentru câmpurile lor operaționale, care să permită în același timp suficientă flexibilitate privind necesitatea unor reacții pe termen scurt. În continuare prezentăm un model care permite administratorilor (directorilor) firmelor pe de o parte să învețe pe baza problemelor lor operaționale concrete și să dezvolte astfel strategii pentru câmpurile lor operaționale, iar pe de altă parte să cunoască și să poată valorifica pentru ei înșiși avantajele oferite de lucrul în rețele.   
Rețelele de firme
Rețelele de firme reprezintă un instrument benefic, îndeosebi pentru întreprinderile mici și mijlocii, pentru a face față complexității unei lumi globalizate și pentru a-și stimula capacitatea inovativă, pentru asigurarea și îmbunătățirea competitivității. 
Rețelele permit IMM-urilor să se adune și să valorifice avantajele unei cooperări mai ample, fără a-și abandona identitatea ca întreprindere mică sau mijlocie. În cadrul rețelelor, membrii altminteri independenți își asumă o anumită colaborare în anumite chestiuni, putând crea astfel efecte de sinergie prin coordonarea resurselor și a competențelor. Ei rămân însă, în același timp, independenți unul față de celălalt, evitând astfel riscul de a trebui să construiască structuri birocratice costisitoare și de a-și pierde astfel flexibilitatea.
Rețelele de firme oferă posibilitatea de a genera efecte instructive între întreprinderi, prin procesele de schimb de bune practici. Experiența relevă faptul că nu există o consiliere mai bună pentru un întreprinzător decât aceea oferită de alți întreprinzători, care au testat și au validat deja anumite strategii. Deoarece procesul de schimb al unor asemenea experiențe are loc prin alternanță, toate firmele implicate pot să profite.
Rețelele beneficiază de potențialul de a crea avantaje de cost prin valorificarea în comun a resurselor. Utilizarea în comun a utilajelor și mecanismelor, împrumutul reciproc sau punerea la dispoziție a tehnologiilor și angajaților, cooperarea în procesele de marketing și de desfacere, toate acestea reprezintă posibilități ca în cadrul rețelelor să se ajungă la soluții flexibile, pentru a economisi la capitolul cheltuieli.
În cadrul rețelelor, IMM-urile își pot consolida poziția pe piață. Îmbunătățirea poziției firmelor implicate în mediul concurențial se produce atunci când acestea se prezintă împreună în fața terților și negociază eventuale condiții mai favorabile, atunci când oferă în comun soluții pe piață și concurează astfel cu firme mai mari, atunci când se sprijină reciproc în situații de criză.
În cadrul rețelelor de firme riscurile pot fi de asemenea suportate în comun, cum ar fi în cazul finanțării unor bunuri de investiție ce revendică un capital semnificativ, dar și în situația angajărilor de personal. Deoarece numărul întreprinzătorilor care suportă anumite riscuri este mai mare, se pot lua decizii mai curajoase la nivel de firmă, iar procesele decizionale sunt securizate prin expertiza unui grup mai mare de întreprinzători.
Reușita unor asemenea asocieri este justificată prin caracteristicile speciale ale formei de organizare numită rețea, pe care se cuvine să o descriem în continuare în mod succint. În literatura referitoare la management rețelele au fost descrise încă de timpuriu ca o formă mixtă între structurile organizatorice ierarhice și cele de piață . Particularitatea constă în acest caz în faptul că rețelele permit concurenților să treacă la relații de cooperare bazate pe onestitate și concomitent să infiltreze în structurile ierarhice rigide elemente ale competitivității.
Rețelele descriu o asociere de relații relativ durabile între membri, altminteri independenți. Firmele care aparțin unei anumite rețele își iau propriile decizii, ca și înainte, în mod autonom, însă cooperează o anumită perioadă cu privire la anumite chestiuni ce țin de modul de acțiune antreprenorial. Ele devin astfel, pentru anumite interese, partenere, însă în alte privințe rămân concurente. Deoarece acest raport între cooperare și concurență trebuie de regulă reconfigurat și renegociat constant, rețelele își conservă vivacitatea și permit celor implicați să se pregătească în mod flexibil în raport cu modificările survenite. 
Rețelele au în același timp un caracter voluntar, nefiind ierarhice. Față de federații, asociații și organizații care din cauza structurii lor interne și a raporturilor existente exercită o influență directă asupra membrilor lor, scopul unei rețele este de a încuraja disponibilitatea de cooperare a membrilor săi, fără însă a obține acest lucru prin constrângere. Acest aspect duce la un tip de cooperare orientat în mod semnificativ către reușită. Participanții vor rămâne în rețea numai atunci când au personal sentimentul că munca laolaltă în cadrul rețelei le aduce un anumit avantaj. Pe de altă parte, experiența concretă potrivit căreia colaborarea cu alte firme duce la reușită, determină întreprinderile să fie dispuse să-și împartă cunoștințele și resursele, pe bază de voluntariat și disponibilitate. Atunci când un întreprinzător poate porni de la premisa că și el va fi ajutat de către ceilalți membri ai rețelei într-o anumită situație, va fi el însuți dispus să investească în rețea prin punerea la dispoziție a expertizei și resurselor. În timp ce într-o relație de competitivitate, ca și în cadrul unei organizații, există motive întemeiate de a ascunde anumite informații, modul de funcționare a rețelelor este deosebit datorită faptului că informațiile sunt distribuite de cele mai multe ori rapid și cu acuratețe.
Rețelele oferă oportunitatea de a îngloba într-o relație de cooperare parteneri extrem de eterogeni. Deoarece firmele pot gestiona aspectele în care vor coopera și cele în care nu vor coopera, diferențele și deosebirile pot fi soluționate în manieră deschisă. Chiar și atunci când se colaborează, nu trebuie ca toată lumea să fie de acord cu priire la toate aspectele.
Așa-numitele „puncte forte ale legăturilor slabe”  – flexibilitatea și capacitatea de adaptare, orientarea către succes, fluxul informațional rapid și eficace, cooperarea între parteneri extrem de diferiți – au condus la ideea că rețelele de firme reprezintă un concept verificat și validat în timp. Pe lângă parteneriatele din cadrul procesului de producție, cooperările în chestiuni ce țin de marketing și de desfacere sunt în acest context formele cele mai des întâlnite.
În același timp, în ultimii ani s-a cristalizat o anumită luciditate în privința capacității funcționale a rețelelor. E drept, acestea ar fi o idee nemaipomenită, însă adesea ar da greș, s-ar destrăma și ar sfârși ca forme fără fond .
Cercetările arată realmente faptul că rețelele sunt complet instabile și orice altceva decât plăsmuiri fundamentate în mod facil. Pentru că ceea ce le conferă succesul reprezintă concomitent și cea mai semnificativă slăbiciune a lor, ele se bazează într-o mare măsură pe încrederea reciprocă dintre membri. Dacă această încredere se destramă sau dacă nici măcar nu apare între cei implicați, atunci rețeaua nu prea are perspective.
Încrederea în cadrul rețelelor de firme
Rețelele reprezintă un concept care își dezvăluie foarte repede conținutul pentru mulți oameni, ceea ce conduce la faptul că se subestimează în mod facil implicațiile legate de acest proces. „Rețelele“ – potrivit opiniei curente – ar fi cumva o chestiune cunoscută, iar competențele și expertiza legate de acestea sunt pur și simplu considerate premise date. Rețelele debutează adesea cu foarte mult entuziasm, însă își pierd rapid din avânt, se cristalizează o anumită formă de luciditate atunci când se dovedește că obiectivele spre care se tinde nu se pot realiza cu ușurință, că nu toți cei implicați țintesc în aceeași direcție, ci au interese total divergente, că în spatele cooperării aparente și libere de orice ierarhie tot se mai află structuri de putere și că simpatia, care s-a manifestat la început, trebuie confirmată abia în cadrul colaborării de zi cu zi. Lucrul cu succes în rețea reprezintă cu adevărat o activitate foarte solicitantă, care implică un grad sporit de flexibilitate, capacitate de comunicare și mai ales răbdare.
Structura rețelelor reprezintă în esență un paradox: pe de o parte structurile de tip rețea au nevoie de încrederea reciprocă între participanți pentru a funcționa, dar pe de altă parte această încredere se poate dezvolta cu adevărat abia în cadrul colaborării dintre participanți. Cu alte cuvinte: încrederea este atât premisa, cât și rezultatul rețelelor .
Încrederea prezintă multiple avantaje. Ea permite uneori reducerea relativ rapidă a gradului de complexitate. Dacă, spre exemplu, am încredere în evaluarea dată de un coleg în raport cu o anumită stare de fapt, nu trebuie să mă mai străduiesc eu însumi să-mi creez o imagine sau să-mi procur informații. Încrederea conduce în același timp la faptul că se colaborează relativ repede cu oameni, nu trebuie să se investigheze îndelung motivația și intențiile acestora, pentru că se acordă credit faptului că aceștia se comportă deja în direcția cooperării. Dincolo de acestea, încrederea permite să se investească în relații, fără a se dori un profit imediat din acestea. Dacă pornesc de la premisa că, spre exemplu, un prieten mă va ajuta la nevoie, atunci voi fi dispus cu plăcere să investesc la rândul meu multă energie pentru a-l ajuta, fără ca acest fapt să-mi aducă un avantaj imediat. În cele din urmă, încrederea permite înțelegerea în mod deschis și orientat către dialog a conflictelor și soluționarea productivă a acestora.
Prin urmare, încrederea reprezintă un instrument extrem de eficient pentru a garanta colaborarea dintre oameni sau firme. Ea dispune însă în același timp și de particularități problematice. Consolidarea încrederii reprezintă de regulă un proces costisitor și de durată, în care trebuie să se investească semnificativ. Pe de altă parte, încrederea este și un concept instabil și precar. Chiar dacă avem încredere într-o persoană, verificăm din când în când dacă este demnă de încredere, pe baza unor experiențe concrete. Dacă persoana respectivă nu se comportă așa cum ne așteptăm, întregul raport bazat pe încredere se poate destrăma brusc, iar atunci când încrederea este distrusă, regenerarea va fi foarte costisitoare.
Structurarea unei rețele de firme de succes implică așadar consolidarea încrederii între cei implicați și grija ca această încredere să nu fie distrusă datorită așteptărilor prea mari sau false și datorită dezamăgirii ce decurge din acest aspect.
Structurarea rețelelor, ca proces de învățare
Structurarea rețelelor de firme trebuie înțeleasă ca un proces de învățare pentru întreprinzătorii implicați : Aceștia trebuie să poată experimenta, în cadrul colaborării concrete, faptul că procesul de cooperare între ei este util, că membrii au în vedere obiective similare și sunt dispuși în mod real să colaboreze într-o manieră constructivă.
În același timp, o rețea de succes poate fi impulsionată din exterior, însă modul în care se va configura ea ulterior este o chestiune ce revine în ultimă instanță celor implicați, cu responsabilități în organizare. Astfel că nu se poate afirma cu certitudine cum va arăta rețeaua și ce forme de cooperare vor apărea. Posibilitățile sunt semnificative, însă ce anume trebuie implementat depinde de participanți.
Aceste preocupări sunt tratate cu seriozitate de către abordarea „Învățării în cadrul rețelei”. Modurile de lucru în rețea se doresc învățate, iar avantajele oferite de acest tip de colaborare sub formă de rețea se pot experimenta adesea abia pe baza experienței concrete a colaborării. Participanții se lasă așadar antrenați într-o călătorie în necunoscut, al cărei final le este impredictibil. Din acest motiv este important, chiar de la debut, pe de o parte să nu se pretindă prea mult în ceea ce privește prestațiile anticipate și investițiile ce trebuie efectuate de participanți,  astfel încât să nu se aștepte la prea mult prea devreme. Pe de altă parte, în cadrul muncii în rețea trebuie să se creeze relativ timpuriu proceduri de valorificare individuale pentru membri. Întreprinzătorii gândesc, pe bună dreptate, economic și orientat spre profit și numai atunci când vor observa relativ repede că lucrul în rețea le aduce plus-valoare în munca lor zilnică și în raport cu provocările aferente vor lua parte mai departe la activitățile rețelei. 
În abordarea „Învățării în cadrul rețelei“, câștigul este asigurat prin faptul că firmelor li se deschide, cu ajutorul conceptului „învățării pe baza propriilor probleme“, posibilitatea de a lucra la aspecte și chestiuni concrete, ce privesc în mod special firma lor. În acest mod vor obține un efect direct pentru munca lor de zi cu zi și pot să stimuleze îmbunătățirea propriei firme. Învățarea în comun pe baza chestiunilor concrete reprezintă în același timp un prim pas în sensul lucrului în rețele, pentru care (dacă facem abstracție de timpul propriu) întreprinzătorii trebuie să investească în rețea puține resurse.
Învățarea în rețea permite așadar generarea unui câștig individual pentru întreprinzători, iar aceștia pot experimenta în mod direct posibilitățile oferite de lucrul în rețea. Ceea ce stimulează o structurare, e drept mai întâi ceva mai lentă, dar apoi, de regulă, durabilă, a rețelelor.
În același timp, învățarea în comun în cadrul rețelelor prezintă și în planul dezvoltării organizaționale un avantaj major. Dezvoltarea organizațională a multor întreprinderi mici și mijlocii este inhibată prin faptul că angajații și colaboratorii, din cauza resurselor limitate, nu își pot procura decât cu mari eforturi și cu mari costuri (prin măsuri externe de perfecționare) expertiza necesară. Și chiar managementul firmelor însuși este adesea atât de încordat, încât abia dacă mai rămâne timp pentru propria perfecționare. Perfecționarea, ca bază a dezvoltării organizaționale, trebuie așadar să fie cât mai strâns legată de necesitățile operaționale de zi cu zi, pentru a putea fi valorificată de către întreprinzătorii din IMM-uri. Este motivul pentru care abordarea „Învățării în rețea“ invită întreprinzătorii să învețe pe baza propriilor probleme. Această idee se cuvine să fie explicată mai detaliat în continuare, pentru că ea reprezintă cumva miezul abordării „Învățării în rețea“ .
Învățarea pe baza propriilor probleme
Învățăm să facem ceva făcând efectiv acel lucru. Spre exemplu, mersul pe bicicletă sau cățăratul. Sau conducerea unei firme. Și multe altele. Învățarea este un proces de bază al vieții umane, care intervine tot mereu și adesea spontan atunci când avem de-a face cu provocări noi, pe care dorim să le depășim, fără însă a fi în stare s-o facem. Cu alte cuvinte, învățăm spontan atunci când ne confruntăm cu o problemă și nu ne declarăm mulțumiți că nu o putem încă rezolva, ci încercăm continuu, ne tot gândim la ea, ne consultăm cu alții și adunăm tot mai multe experiențe în acest sens . Soluționarea problemelor și învățarea reprezintă unul și același proces. În acest caz nu este deloc suficient doar să avem clare „în cap“ obiectivele și căile de urmat. Dacă dorim cu adevărat să știm ceva nou, nu este suficient doar să „știm cum se procedează“, ci trebuie să ne schimbăm și aptitudinile și capacitățile corespunzătoare, filosofia asupra vieții și comportamentul, eventual chiar imaginea de sine, iar aceasta nu se întâmplă niciodată prin învățare, ci doar prin propriile experiențe acumulate. Cele mai multe dintre provocările în planul muncii de zi cu zi se pot surmonta fără a urma un curs de învățare formal . Procesul de învățare elementar parcurs în acest sens a fost descris sub formă de model de către Donald Schön . El este impregnat de spontaneitate, reflexivitate, auto-corecturi și prelucrarea curentă a experiențelor, prin care se constituie nu numai cunoștințe noi, ci și aptitudini noi.
Scopul conceptului de „Învățare pe baza propriilor probleme“ este acela de a valorifica, optimiza și intensifica în mod sistematic pentru dezvoltarea firmelor această învățare „firească“, prin intermediul și pe baza procesului real și practic de soluționare a problemelor. Tocmai pentru întreprinderile mici și mijlocii, care au un acces destul de dificil la ofertele de perfecționare formale și oarecum externe universului muncii, acest proces ar putea să îmbunătățească oportunitatea de a-și acoperi necesarul de perfecționare, ca premisă pentru dezvoltarea lor organizațională. Această nouă formă de perfecționare se sprijină pe convingerea că adulții nu au nevoie să fie instruiți, ci că își pot descoperi și mobiliza propriile resurse de învățare pe baza responsabilităților reale, care le sunt cu adevărat la îndemână. În același timp ei ar trebui să beneficieze în acest context de orice tip de suport de care au nevoie, pentru a depăși provocarea legată de procesul de învățare. Inițiativa de învățare nu pornește de la profesor, ci de la învățăcel, care, pentru a-și rezolva problema, trebuie să învețe vrând-nevrând, motiv pentru care își și asumă acest lucru. Este util în acest caz să îl acompanieze cineva și să îl ajute să învingă obstacolele: nu un profesor, ci un formator. Acesta nu se va gândi prin ce proceduri instructive speciale poate să transmită anumite aptitudini, care vor trebui aplicate ulterior și într-un alt loc asupra soluționării problemelor reale, ci se va confrunta cu problemele reale însele, ca loc, mijloc și obiect al procesului de învățare. Formatorul trebuie să-și pună întrebarea: Cum îl pot ajuta pe învățăcel să se descurce cu această problemă (pe care nu o poate încă rezolva), astfel ca în final să poată gestiona perfect situația? 
Un exemplu: un întreprinzător vrea să structureze un nou domeniu de activitate în firma sa. A auzit deja că este un lucru riscant și că ar trebui să se pregătească temeinic, motiv pentru care se înscrie la un curs de perfecționare, unde învață cum se analizează în mod corect o piață, cum se dezvoltă oferte corespunzătoare și cum se plasează acestea în mod corect. Din experiența căpătată în școală, el se așteaptă ca cineva să-i transmită cunoștințele generale privind accesul pe piață și dezvoltarea de produse, cu acest transfer de cunoștințe asupra propriei firme urmând să se descurce el însuși ulterior în rezolvarea problemelor. Acest om vrea să învețe să facă ceva anume, adică să configureze un nou domeniu de activitate. În fond el nu vrea deloc să cunoască „la modul general“ cum anume „se face“ acest lucru, ci dorește să-și verifice și să-și realizeze propria idee de afaceri, iar în acest scop să învețe exact ceea ce are nevoie pentru acest caz concret. Așadar, de ce să nu învețe exact structurarea unui nou domeniu de activitate? Structurarea însăși devine astfel curriculum al calificării, pentru că structurarea unui nou domeniu de activitate nu se învață mai bine decât prin însuși procesul de configurare a acestui câmp. 
Un alt exemplu: un patron de succes, care a angajat mai mulți oameni în ultimii ani, este nemulțumit de distribuția răspunderii și consideră că și climatul din companie ar putea fi mai bun. Încearcă anumite lucruri, însă fără rezultat. Decide să se perfecționeze. Dar cum anume? I-ar servi cu adevărat dacă ar lua parte la cursuri generale pe tema managementului, în cadrul cărora aria subiectelor tratate este prelucrată, fără niciun dubiu, într-o sistematicitate impresionantă, însă el chiar nu știe unde anume trebuie căutată problema sa și ce anume trebuie să facă? În cel mai bun caz acesta știe cum anume trebuie să funcționeze, fără a fi sigur că și poate să facă ceva concret. Formele moderne de perfecționare nu se mai reduc la cursuri, ci lucrează orientat spre acțiune, pentru că s-a observat că învățarea cu accent pe cunoștințe nu stimulează competențele practice.  Dar de ce trebuie să se născocească acțiuni artificiale? De ce nu se poate prelua imediat situația acțiunilor reale, ca situație de învățare, în cadrul căreia întreprinzătorul nostru și-a descoperit problema și vrea să o rezolve? În cazul învățării pe baza propriilor probleme nu există „subiect tratat“ dat, ci participanții aduc cu ei ceea ce doresc să facă altfel, în mod concret, în cadrul firmelor lor. Din aceste dorințe de învățare nu se vor abstrage teme generale, pentru a transmite cunoștințe generale prin intermediul lor („Controlul“ sau „Alegerea amplasamentului“ sau „Discutarea conflictelor“), ci obiectivele legate de învățare vor suna astfel: „Încheierea de contracte de muncă cu angajații A, B, C“ sau „Instalarea unui sistem de control funcțional“ etc. Odată cu consilierea concretă, orientată spre învățare și cu reflecțiile privind soluționarea problemelor și încercările reale de a implementa aceste soluții are loc și procesul de învățare, prin care cel ce se confruntă cu probleme își însușește și își formează noi cunoștințe și aptitudini. Chestiunea reală devine studiu de caz, iar pe baza soluționării sale concrete și solide se învață ce anume trebuie să știe și să facă altfel participantul, pentru a-și îmbunătăți durabil situația. În acest sens, cazul nu este numai discutat, ci și soluționat în mod real. Controlul reușitei procesului de învățare nu rezidă într-un examen final, ci în testarea cea mai serioasă din câte există, și anume în întrebarea dacă lucrurile dobândite se și pot implementa în realitate.  Prin această formă de perfecționare, învățarea nu mai depinde de împărțirile preexistente pe materii și discipline, astfel că în procesul de perfecționare se pot accesa și acele teme pentru care nu exista nicio materie până atunci. 
Un alt exemplu, deloc întâmplător în contextul abordării de tipul „învățării în rețele“: unui mic grup de întreprinzători independenți dintr-un anumit domeniu i-a venit ideea ca în scopul autodeterminării în mediul concurențial disproporționat cu firmele mari să colaboreze mai strâns. Doreau să schimbe ceva, nu să învețe ceva. Însă s-au confruntat cu diverse dificultăți: chestiunile tehnice de natură economică și juridică au ieșit la iveală, dar și ei trebuiau să clarifice ce anume voiau. Cu cât progresau, cu atât mai pregnant se releva faptul că fiecare dintre ei trebuia să modifice nu numai anumite moduri de abordare și de procedură la nivel funcțional, dar și atitudinile și modurile de comportament personale de la bază. Se cerea, spre exemplu, încredere, dar și transparență, în sensul disponibilității de a-i lăsa pe ceilalți să le privească în culise. Iar unii dintre ei au ajuns la limitele obișnuințelor lor sociale de până atunci: a asculta în liniște, a aborda cu răbdare aceleași preocupări etc.. Experiența reală avută cu asemenea probleme a condus la nașterea necesarului de învățare. Prin urmare, nu s-au cristalizat obiective de învățare generale și nu au fost tratate cu ajutorul unor metode speciale, ci s-a continuat extrem de concret și de moderat (în sensul unei alianțe strategice) procesul de constituire a unei rețele, cu o extensie. Totdeauna când apăreau probleme în proces, ele erau interpretate ca probleme de învățare, reflectându-se în comun asupra lor și acordându-se suport concret pentru a valorifica situațiile problematice, și în mod direct, ca oportunități practice de învățare. Cu ajutorul moderatorului și al disponibilității de a se schimba și ei înșiși, participanții au putut descoperi toate etapele intermediare necesare pentru alianța strategică și au învățat să le prelucreze în comun pe parcursul unui an, inclusiv etapele necesare schimbării în plan personal. La final s-au realizat ambele deziderate: alianța strategică se născuse în mod de facto, iar participanții au învățat (în cadrul structurării sale) tot ceea ce aveau nevoie să știe și să poată în acest sens (pentru menținerea unei alianțe durabile). Acum s-ar putea obiecta că această abordare se apropie foarte mult de dezvoltarea organizațională clasică, realizată cu sprijinul unui consultant. Însă deosebirea este clară. E drept că participanții au fost preocupați, în mod real, în primul rând de soluționarea concretă și reală a problemelor lor. Ar fi putut fi ajutați în acest sens, în principiu, și de un consultant, care să le rezolve problemele și să le spună ce trebuie să facă. Însă soluționarea problemelor are efect durabil și se poate susține numai atunci când cei consiliați își modifică în mod corespunzător propriul mod de acțiune și propriile aptitudini, așadar când învață. Când consultantul pleacă, ei trebuie să se descurce pe cont propriu.
Sinteză
Întreprinderilor mici și mijlocii le revine în Europa o semnificație majoră privind dezvoltarea și stabilitatea economiilor naționale. Structura prezintă numeroase avantaje, cum ar fi un grad sporit de flexibilitate, capacitate inovativă și orientare către client. Concomitent, deficitul (condiționat structural) de resurse, timp, expertiză, forță de negociere și competențe reprezintă adesea cel mai mare obstacol în calea dezvoltării IMM-urilor. Pentru a putea preîntâmpina aceste provocări, firmele trebuie să caute soluții care să le permită să-și compenseze dezavantajele structurale, fără a-și pierde punctele forte.
Rețelele de firme pot fi considerate soluții în acest sens. În cadrul rețelelor, membri altminteri independenți își asumă o formă de colaborare în anumite chestiuni, putând astfel genera efecte de sinergie prin înglobarea și coordonarea resurselor și a competențelor. În același timp evită crearea de structuri birocratice rigide.
Firește, structurarea unor rețele funcționale reprezintă o sarcină cu foarte multe premise de îndeplinit. Ceea ce conferă succes rețelelor reprezintă concomitent și cea mai mare slăbiciune a lor: ele se bazează în mare măsură pe încrederea reciprocă dintre membri. Acest aspect creează un anumit paradox în ceea ce privește structurarea rețelelor: pe de o parte rețelele se bazează pe structuri întemeiate pe încredere, iar pe de altă parte acestea nu pot apărea cu adevărat decât în cadrul experienței dobândite prin munca în rețea. Astfel că structurarea rețelelor devine un proces de învățare.
Modelul „învățării în rețele“ conștientizează aceste aspecte, creând (prin configurarea de modele de învățare în cadrul rețelei, care se orientează după conceptul „învățării pe baza propriilor probleme“) pentru participanți posibilități de a experimenta în mod direct avantajele unei cooperări în rețea. Prin intermediul învățării în comun în rețea se generează pentru întreprinzătorii participanți un câștig individual, aceștia putând descoperi în mod direct beneficiile rețelelor. Acest fapt poate constitui temelia unei structurări durabile a rețelelor.
Conceptul „învățării pe baza propriilor probleme“ reprezintă în același timp pentru IMM-uri o șansă (bine valorificabilă) de a-și accepta necesarul de perfecționare, ca bază pentru dezvoltarea organizațională.
Învățarea pe baza propriilor probleme înseamnă că întreprinzătorii nu sunt dăscăliți, ci că-și pot descoperi și mobiliza propriile resurse de învățare, pe baza responsabilităților reale, pe care și le asumă realmente cu plăcere. Acceptând și soluționând aceste responsabilități, ei dobândesc în același timp acele competențe necesare în planul soluționării.
Pentru formator, acest lucru semnifică însă o altă înțelegere a rolului său: din profesor, el devine formator. Îl sprijină pe învățăcel să-și rezolve problemele, îl ajută să învingă obstacolele și are grijă ca acesta nu numai să se confrunte cu provocările, ci și să le gestioneze favorabil. Formatorul lasă să se reverse în procesul de învățare (în mod situațional și cu un dozaj corespunzător) inițiativele și întrebările, indicațiile și cunoștințele de specialitate ale sale. El știe în același timp că învățăcelul este el însuși răspunzător de rezultatul procesului său de învățare.
Deoarece întreprinzătorii își îndeplinesc procesul de învățare în cadrul rețelei (iar aici se închide cercul), rezultă, din nou, o serie de avantaje. El învață, pe lângă propriul obiectiv de învățare, câte ceva și despre proiectele similare ale celorlalți participanți. Are la dispoziție în același timp și experiența și cunoștințele tuturor celorlalți participanți. În cadrul rețelei se profită de pe urma experiențelor acumulate, a expertizei și a avantajelor în planul creativității ale întregului grup de participanți.
Autori
Jost Wagner & Angelika Dufter-Weis - GAB Munich - Association for Research and Development in Vocational Training and Occupations (www.gab-muenchen.de) 